# Волосяной лишай
Волосяной лишай — заболевание, при котором на коже разгибательной поверхности конечностей, ягодиц появляются мелкие сероватые узелки, покрытые плотно сидящими чешуйками с пронизывающим их в центре или скрученным под ними волосом.

## Патогенез
Поражённая кожа суха и шероховата на ощупь. Эти проявления связаны с нарушением процессов ороговения в волосяных фолликулах. Признаки заболевания появляются в возрасте от 2 до 5 лет и обостряются во время полового созревания (в основном в зимний период).

## Лечение
Лечение проводится только по назначению врача. Необходим гигиенический уход в соответствии с правилами ухода за сухой кожей, включая втирание смягчающих кремов. Также могут быть полезны плавание в солёном море и солнечные ванны.